# Condado de Kirinyaga
El condado de Kirinyaga es un condado de Kenia.
Se sitúa en la antigua Provincia Central y su capital es la conurbación formada por las localidades de Kerugoya y Kutus. La población total del condado es de 528 054 habitantes según el censo de 2009.
Es un condado rural pero densamente poblado. El tercio septentrional del condado está ocupado por el parque nacional del Monte Kenia. Las capitales Kerugoya y Kutus, distantes 10 km entre sí, conforman la principal autoridad local, de unos cuarenta mil habitantes. En el condado solamente hay otra autoridad local: la pequeña villa de Sagana, situada en las proximidades de Muranga.

## Localización
El condado tiene los siguientes límites:
| Noroeste: Condado de Nyeri   | Norte: Condado de Meru y Condado de Tharaka-Nithi | Noreste: Condado de Embu |
| Oeste: Condado de Nyeri      |                                                   | Este: Condado de Embu    |
| Suroeste: Condado de Muranga | Sur: Condado de Embu                              | Sureste: Condado de Embu |

## Historia
El condado de Kirinyaga fue fundado como distrito en 1963, tras separarse del distrito de Embu.

## Demografía
La conurbación de Kerugoya y Kutus, con una población municipal conjunta de 34 014 habitantes, es la localidad más importante. No obstante, la acumulación de áreas rurales hace que este condado tenga una densidad superior a los 400 hab/km².

## Transportes
La principal carretera del condado es la A2, que pasa por Sagana y otros lugares del oeste del condado y conecta Makuyu, Thika y Nairobi al sur con Nanyuki, Marsabit y Etiopía al norte. Al sur de esta carretera sale hacia el este la B6, que lleva a Embu y Meru, constituyendo una ruta alternativa para ir al norte por el otro lateral del monte Kenia. Las capitales Kutus y Kerugoya están conectadas a la red de carreteras a través de las secundarias C73 y C74, que conectan la A2 con la B6.